# Evorthodus
Evorthodus  é um género de peixe da família Gobiidae e da ordem Perciformes.

## Espécies
- Evorthodus lyricus (Girard, 1858)[3]
- Evorthodus minutus (Meek & Hildebrand, 1928)[4][5][6][7][8][9][10][11]